# Stefanie Powers
Stefania Zofia Federkiewicz, más conocida como Stefanie Powers (Hollywood, California, 2 de noviembre de 1942) es una actriz de cine y teatro, así como cantante estadounidense de origen polaco. 

## Vida artística

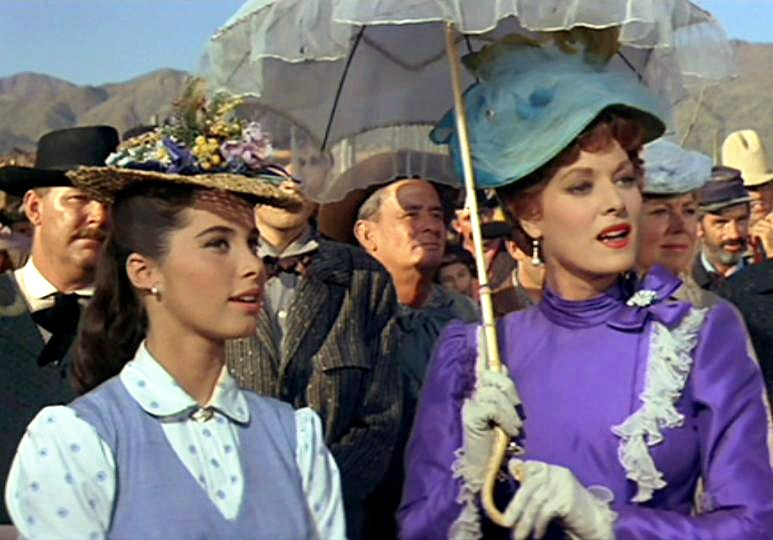
Stefanie Powers y Maureen O'Hara en la película McLintock de 1963.

Como actriz, la pelirroja Powers apareció interpretando papeles secundarios en varias películas a comienzos de los años 60, como en la comedia de 1962 Una esposa para dos con Sandra Dee y Bobby Darin, o en el western de 1963 McLintock!, donde interpretaba a la hija de John Wayne. En 1965 la película Fanatic (Die! Die! My Darling!) de Silvio Narizzano. En 1966, protagonizó la serie de televisión, The Girl from U.N.C.L.E. (La chica de CIPOL en su versión en español).
Aunque siguió apareciendo en series de televisión como artista invitada y en telefilmes, es recordada por su papel junto a Robert Wagner en la serie Hart to Hart, que se emitió entre 1979 y 1984 y que tuvo un gran éxito, en la que encarnaban a un matrimonio de detectives multimillonarios.
Por este papel obtuvo dos candidaturas a los Premios Emmy y cinco a los Globos de Oro en la categoría de "mejor actriz protagonista de serie de televisión".
En 1993 ganó el Premio Sarah Siddons por su interpretación en la obra de teatro Love Letters.
En 1974 protagonizaría la película Herbie, un volante loco.
Por su contribución a la industria de la televisión, Stefanie Powers posee una estrella en el Paseo de la Fama de Hollywood, en el 6778 de Hollywood Blvd.
Powers presentó su álbum de debut titulado On The Same Page en 2003. En el disco interpreta algunas canciones seleccionadas de los grandes clásicos de la música americana.
Además, en 2003 recorrió el Reino Unido interpretando el papel de Anna Leonowens en la obra de teatro musical "El rey y yo", papel que repitió entre 2004 y 2005 en los Estados Unidos.

## Matrimonios y relaciones
Casada con el actor Gary Lockwood entre 1966 y 1972, comenzó posteriormente una relación con el también actor William Holden a partir de la cual comenzó a implicarse con la conservación y protección de la vida salvaje.
Después de la muerte de Holden en 1981, Powers se convirtió en Presidenta de la "Fundación William Holden para la vida salvaje" y en directora de la reserva de animales que el actor tenía en Kenia. En los Estados Unidos, Powers trabaja colaborando con los zoológicos de Cincinnati y Atlanta.
El 1 de abril de 1993 contrajo matrimonio con el aristócrata francés Patrick de la Chesnais, del que se divorció en 1999.